# Chiesa di Santa Giustina (Monselice)
La chiesa di Santa Giustina, indicata localmente anche come duomo vecchio, è un edificio religioso sito a Monselice, comune in provincia di Padova posto all'apice meridionale nel parco regionale dei Colli Euganei, una della più antiche architetture della cittadina veneta.
La chiesa, dedicata a Giustina di Padova, santa martire cristiana, venne edificata sulle pendici del Colle della Rocca nel XIII secolo in sostituzione della primitiva pieve che sorgeva sulla sommità del colle e che venne demolita per far posto al Mastio Federiciano. L'edificio, già duomo cittadino fino alla costruzione dell'attuale duomo di San Giuseppe Operaio, nel XX secolo, conserva l'originario aspetto romanico con qualche elemento gotico pur nell'aggiunta del protiro che ne impreziosisce la facciata dal XV secolo e ospita opere d'arte a tema religioso che vanno dal XIII al XVIII secolo tra cui spiccano il Polittico di Santa Giustina e i bassorilievi attribuiti a Pietro Baratta.
Il Calice di Santa Giustina in Monselice, un oggetto liturgico proveniente dal tesoro della chiesa, è conservato presso il Museo diocesano di Padova.

## Descrizione

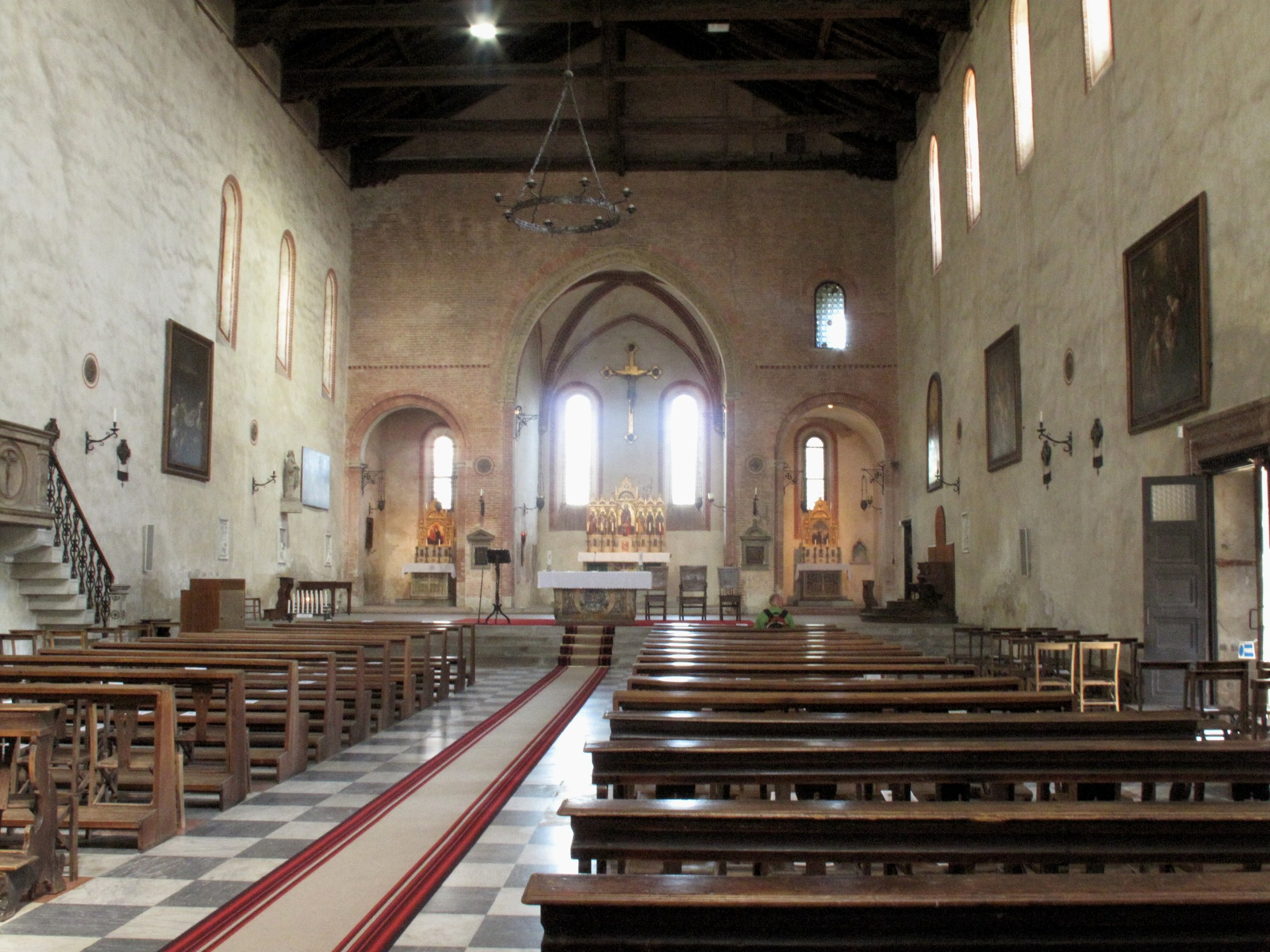
L'interno